# Municipio de Berriozábal
El municipio de Berriozábal es uno de los 124 municipios que componen el estado mexicano de Chiapas. 

## Toponimia
El nombre del municipio honra al político y militar liberal Felipe Berriozábal.

## Geografía
El municipio de Berriozábal se encuentra en la región socioeconómica I Metropolitana. Tiene una extensión territorial de 351.70 km², que representa el 19.54% de la superficie total de la región.
Limita al este con el municipio de San Fernando, al norte con los municipios de Copainalá y Tecpatán, al oeste con el municipio de Ocozocoautla de Espinosa, y al sureste con el municipio de Tuxtla Gutiérrez.
El municipio es recorrido por los ríos Cedro y Blanco y el arroyo la Providencia, al sur se encuentran los arroyos Toquimeyc y Sabinal.

## Demografía
De acuerdo a los resultados del Censo de Población y Vivienda de 2020 realizado por el Instituto Nacional de Estadística y Geografía, la población total del municipio es de 64 632 habitantes, lo que representa un crecimiento promedio de 4.2% anual en el período 2010-2020 sobre la base de los 43 179 habitantes registrados en el censo anterior. Al año 2020 la densidad del municipio era de 183,6 hab/km².
| Gráfica de evolución demográfica de Municipio de Berriozábal entre 2000 y 2020 |
|                                                                                |
| Fuente: Instituto Nacional de Estadística Geografía e Informática              |

El 49.4% de los habitantes eran hombres y el 50.6% eran mujeres. El 90% de los habitantes mayores de 15 años (39 828 personas) estaba alfabetizado. La población indígena sumaba 4680 personas.
En 2020 el 55.7% (35 967 personas) profesaba la religión católica; el 29.8% (19 212 personas) adherían a los credos Protestantes, Evangélicos y Bíblicos; el 14.4% (9293 personas) eran atea o sin religión y solo 47 personas practicaban alguna religión distinta a las anteriores.
En el año 2010 estaba clasificado como un municipio de grado alto de vulnerabilidad social, con el 29.41% de su población en estado de pobreza extrema. Según los datos obtenidos en el censo de 2020, la situación de pobreza extrema afectaba al 21.1% de la población (14 511 personas).

### Localidades
En el censo de 2020 el municipio de Berriozábal contaba con 308 localidades.
| Código INEGI      | Localidad             | Población (2020) |
| ----------------- | --------------------- | ---------------- |
| 070120001         | Berriozábal           | 36 084           |
| 070120746         | Ciudad Maya           | 7 354            |
| 070120744         | Santa Inés Buenavista | 2 524            |
| 070120306         | La Libertad           | 1 896            |
| 070120053         | Ignacio Zaragoza      | 1 607            |
| 070120059         | Las Maravillas        | 1 393            |
| 070120761         | Independencia         | 1 129            |
| Otras localidades | Otras localidades     | 12 645           |
| Total municipal   | Total municipal       | 64 632           |

## Salud y educación
En 2010 el municipio tenía un total de 4 unidades de atención de la salud, con 15 personas como personal médico. Existían 40 escuelas de nivel preescolar, 61 primarias, 12 secundarias, 4 bachilleratos, 1 escuela de formación para el trabajo y 4 escuelas primarias indígenas.

## Actividades económicas
Las principales actividades económicas del municipio son el comercio minorista, la elaboración de productos manufacturados y en menor medida la prestación de servicios de alojamiento temporal y preparación de alimentos y bebidas.

### Clima
| Parámetros climáticos promedio de Tuxtla Gutiérrez | Parámetros climáticos promedio de Tuxtla Gutiérrez | Parámetros climáticos promedio de Tuxtla Gutiérrez | Parámetros climáticos promedio de Tuxtla Gutiérrez | Parámetros climáticos promedio de Tuxtla Gutiérrez | Parámetros climáticos promedio de Tuxtla Gutiérrez | Parámetros climáticos promedio de Tuxtla Gutiérrez | Parámetros climáticos promedio de Tuxtla Gutiérrez | Parámetros climáticos promedio de Tuxtla Gutiérrez | Parámetros climáticos promedio de Tuxtla Gutiérrez | Parámetros climáticos promedio de Tuxtla Gutiérrez | Parámetros climáticos promedio de Tuxtla Gutiérrez | Parámetros climáticos promedio de Tuxtla Gutiérrez | Parámetros climáticos promedio de Tuxtla Gutiérrez |
| Mes                                                | Ene.                                               | Feb.                                               | Mar.                                               | Abr.                                               | May.                                               | Jun.                                               | Jul.                                               | Ago.                                               | Sep.                                               | Oct.                                               | Nov.                                               | Dic.                                               | Anual                                              |
| -------------------------------------------------- | -------------------------------------------------- | -------------------------------------------------- | -------------------------------------------------- | -------------------------------------------------- | -------------------------------------------------- | -------------------------------------------------- | -------------------------------------------------- | -------------------------------------------------- | -------------------------------------------------- | -------------------------------------------------- | -------------------------------------------------- | -------------------------------------------------- | -------------------------------------------------- |
| Temp. máx. abs. (°C)                               | 35                                                 | 39                                                 | 40                                                 | 43                                                 | 40                                                 | 39                                                 | 34                                                 | 33                                                 | 31                                                 | 28                                                 | 34                                                 | 34                                                 | 43                                                 |
| Temp. máx. media (°C)                              | 14                                                 | 24                                                 | 30                                                 | 34                                                 | 37                                                 | 32                                                 | 29                                                 | 27                                                 | 26                                                 | 22                                                 | 24                                                 | 17                                                 | 37                                                 |
| Temp. mín. media (°C)                              | 7                                                  | 10                                                 | 13                                                 | 17                                                 | 25                                                 | 21                                                 | 17                                                 | 13                                                 | 11                                                 | 10                                                 | 8                                                  | 4                                                  | 15                                                 |
| Temp. mín. abs. (°C)                               | 2                                                  | 6                                                  | 12                                                 | 11                                                 | 15                                                 | 13                                                 | 14                                                 | 15                                                 | 7                                                  | 11                                                 | 5                                                  | 2                                                  | 2                                                  |
| Precipitación total (mm)                           | 0.8                                                | 2.7                                                | 3.5                                                | 13                                                 | 80                                                 | 208                                                | 161                                                | 191                                                | 193                                                | 45                                                 | 17                                                 | 3.2                                                | 921                                                |
| Fuente: 19 de septiembre de 2008                   |                                                    |                                                    |                                                    |                                                    |                                                    |                                                    |                                                    |                                                    |                                                    |                                                    |                                                    |                                                    |                                                    |

- Temperatura máxima: 43 °C (1988)
- Temperatura mínima: 2 °C (2010)